# Спортивная гимнастика на летних Олимпийских играх 2004
Соревнования по спортивной гимнастике на летних Олимпийских играх 2004 года проходили в Олимпийском крытом зале.

## Медалисты

### Мужчины
| Дисциплина                          | Золото | Серебро                                                                                  | Бронза |
| ----------------------------------- | --- | ---------------------------------------------------------------------------------------- | --- |
| Командное первенство см. подробнее  | Япония · Такэхиро Касима · Хисаси Мидзутори · Дайсукэ Накано · Хироюки Томита · Наоя Цукахара · Исао Ёнэда | США · Джейсон Гэтсон · Морган Хэмм · Пол Хэмм · Бретт Макклур · Блэйн Вильсон · Гард Янг | Румыния · Мариус Урзикэ · Марьян Дрэгулеску · Илиэ Попеску · Дан Николаэ Потра · Рэзван Шелариу · Иоан Сучу |
| Абсолютное первенство см. подробнее | Пол Хэмм США                                                                                               | Ким Тэ Ын Республика Корея                                                               | Ян Тхэ Ён Республика Корея                                                                                  |
| Вольные упражнения см. подробнее    | Кайл Шьюфелт Канада                                                                                        | Марьян Дрэгулеску Румыния                                                                | Йордан Йовчев Болгария                                                                                      |
| Конь см. подробнее                  | Тэн Хайбинь Китай                                                                                          | Мариус Урзикэ Румыния                                                                    | Такэхиро Касима Япония                                                                                      |
| Кольца см. подробнее                | Демосфен Тампакос Греция                                                                                   | Йордан Йовчев Болгария                                                                   | Юрий Кеки Италия                                                                                            |
| Опорный прыжок см. подробнее        | Хервасио Деферр Испания                                                                                    | Евгений Сапроненко Латвия                                                                | Марьян Дрэгулеску Румыния                                                                                   |
| Брусья см. подробнее                | Валерий Гончаров Украина                                                                                   | Хироюки Томита Япония                                                                    | Ли Сяопэн Китай                                                                                             |
| Перекладина см. подробнее           | Игор Кассина Италия                                                                                        | Пол Хэмм США                                                                             | Исао Ёнэда Япония                                                                                           |

### Женщины
| Дисциплина                          | Золото | Серебро                                                                                           | Бронза |
| ----------------------------------- | --- | ------------------------------------------------------------------------------------------------- | --- |
| Командное первенство см. подробнее  | Румыния · Моника Рошу · Каталина Понор · Оана Бан · Александра Эремия · Даниэла Софроние · Сильвия Строэску | США · Мохини Бхардвадж · Аня Хэтч · Терин Хамфри · Кортни Купец · Куртни Маккул · Карли Паттерсон | Россия · Людмила Ежова · Елена Замолодчикова · Наталья Зиганшина · Мария Крючкова · Анна Павлова · Светлана Хоркина |
| Абсолютное первенство см. подробнее | Карли Паттерсон США                                                                                         | Светлана Хоркина Россия                                                                           | Чжан Нань Китай |
| Опорный прыжок см. подробнее        | Моника Рошу Румыния                                                                                         | Аня Хэтч США                                                                                      | Анна Павлова Россия                                                                                                 |
| Брусья см. подробнее                | Эмили Ле Пеннек Франция                                                                                     | Терин Хамфри США                                                                                  | Кортни Купец США |
| Бревно см. подробнее                | Каталина Понор Румыния                                                                                      | Карли Паттерсон США                                                                               | Александра Эремия Румыния                                                                                           |
| Вольные упражнения см. подробнее    | Каталина Понор Румыния                                                                                      | Даниэла Софроние Румыния                                                                          | Патрисия Морено Испания                                                                                             |